# السرد غير الخطي
السرد غير الخطي، السرد المفكك هو أسلوب سردي يُستخدم في بعض الأحيان في الأدب، والسينما، ومواقع النصوص التشعبية والروايات الأخرى، حيث يتم تصوير الأحداث، على سبيل المثال، خارج التسلسل الزمني أو بطرق أخرى لا يتبع فيها السرد المباشر نمط السببية للأحداث الواردة، مثل خطوط المؤامرة المتتالية، والانغماس في حلم داخل القصة أو سرد قصة أخرى داخل خط المؤامرة الرئيسي. غالباً ما يستخدم لتقليد بنية واستعادة الذاكرة البشرية، ولكن تم تطبيقها لأسباب أخرى أيضاً.